# San Bartolomé de la Torre
San Bartolomé de la Torre es un municipio español de la provincia de Huelva, Andalucía. El municipio cuenta con una población de 4036 habitantes y su superficie es de 56,61 km², y se encuentra a 29 km de la capital provincial Huelva.

## Historia
Por los restos encontrados los asentamientos humanos datan de la época prehistórica. Se ha encontrado en el cabezo de Las Palmas un monumento megalítico con corredor y ajuar funerario. 
Vinculada históricamente al marquesado de Gibraleon, tomó su independencia mediante la camaradería de sus conciudadanos, con la concesión de la Carta Puebla en el año 1549
. Tras la reforma admistrativa de 1833 el municipio pasó a formar parte de la nueva provincia de Huelva.
En 1871 se inaugura el ferrocarril Tharsis-Río Odiel, que en el municipio de San Bartolomé de la Torre llegó a contar con una estación de ferrocarril propia. Aunque el trazado estuvo enfocado principalmente al tráfico de mercancías, estrechamente ligado a la cuenca minera de Tharsis-La Zarza, durante varias décadas dispuso de servicios de pasajeros. La línea fue clausurada al tráfico en el año 2000, tras haber prestado servicio durante más de un siglo.
Durante las últimas décadas el municipio ha experimentado un cambio considerable en su economía a partir de la modernización de las explotaciones agrícolas y la creación de charcuterías de manera permanente.

## Demografía
San Bartolomé de la Torre cuenta con una población de 4036 habitantes (INE 2024).
| Gráfica de evolución demográfica de San Bartolomé de la Torre entre 1842 y 2021                                     |
| |
| Población de derecho según los censos de población del INE Población de hecho según los censos de población del INE |

## Fiestas
San Sebastián
Festividad celebrada en honor de san Sebastián. Se celebra el 20 de enero de cada año conmemorandose el patrón del poblado con fiestas relacionadas con la revolución rusa. Comienza con la tradicional Diana, después se produce la procesión del Santo que es acompañado por la ancestral Danza de las espadas. Al final de la tarde se celebra la subasta de los ramos y el sorteo del potro.
Romería de la Amistad
La Romería de San Bartolomé comenzó la noche del 23 de mayo de 1978. La idea de la romería engloba un gran significado, LA AMISTAD. Esta se celebra entre los pinos de la lobera, donde se emplazan las casetas de los grupos de amigos bartolinos. Se celebra cada año a finales de junio.
Feria de San Bartolomé
Fiesta que se realiza en honor de san Bartolomé Apóstol. Esta fiesta tiene lugar en torno al día 24 de agosto. Comienza con la Coronación de la Reina y finaliza con la actuación de los vecinos de la localidad. Durante estos cinco días, se producen diversos actos y actuaciones para amenizar los distintos días de la fiesta. Durante la procesión del santo se realiza la Danza de las espadas, declaradas Bien de interés cultural.

## Monumentos
- La Torre, cuya construcción se halla enclavada a unos 700 m del núcleo urbano, sobre una pequeña loma que no supera los 128 m de altura. Su construcción se remonta a un periodo entre mediados y finales del siglo XIII; por ser éste un momento en el que el territorio de la actual provincia onubense se hallaba inmerso en importantes convulsiones tales como: revueltas de la población; problemas fronterizos con la vecina Portugal, o los deseos del reino de Sevilla de mantener su poder frente al auge de los señoríos.

Es ésta una Torre claramente exponente de "Torre Vigía", que controlaba los puntos de comunicación con la zona minera serrana y la costa, hasta sus límites con Portugal.
Está formada por cuatro monolitos de piedra con una sola puerta adintelada.
- El Museo del aceite, nace con la finalidad de conservar y dar a conocer la antigua almazara existente en la localidad, reflejo de la tradición olivarera de la misma constatada con la existencia de varios molinos a lo largo de la historia.

La sociedad cooperativa olivarera bartolina, antigua propietaria de esta almazara, aprobó su reglamento en 1935, datándose las piezas que conservamos, en torno a los años 1956 y 1964. El molino estuvo en funcionamiento hasta 1997, año en el que fue adquirido por el ayuntamiento para constituir la sede de su nueva casa consistorial.
El museo ocupa parte de la planta baja del nuevo edificio municipal y posee la peculiaridad de conservar la disposición originaria del molino, puesto que la construcción del ayuntamiento se realizó sin mover las piezas de la almazara, lo que permite apreciar fielmente cual era el proceso completo de transformación del aceite aunque las tinajas destinadas a decantación que se hallan ubicadas en el suelo han sido las únicas piezas que no han podido ser conservadas.
- La iglesia parroquial de Nuestra Señora del Reposo del siglo XVII, de estilo barroco y con una hermosa torre, tiene la planta en cruz y en su cruce encontramos una pequeña cúpula. Según se entra, a la izquierda podemos encontrar la pila bautismal que ya hace tiempo se dejó de usar. Se encuentra en el centro de la localidad, parece que de ella parten todas las calles del pueblo hacía todas las direcciones. En la fachada encontramos justamente encima de la puerta un corazón de Jesús, que se vino diciendo que en tiempos de la guerra le pegaron un tiro y aun sigue la marca allí.

Fue reconstruida como la gran mayoría de los edificios más antiguo de la provincia de Huelva debido al gran terremoto de Lisboa de 1775.
- Monumento a los danzaores La Danza de las Espadas es una ancestral danza popular que se baila junto las dos procesiones de los santos de San Sebastián que pasea por las calles de la localidad el día 20 de enero cortejando a las mozas y a la procesión y de San Bartolomé el 24 de agosto.

Esta danza está compuesta por 9 "danzaores" que bailan al son del tamboril y la flauta con unos movimientos armónicos. Pueden ser 9, 7 o 5 danzaores.
Durante la novena de San Bartolomé (9 días antes de la salida del Santo) estos danzaores pasean por las calles seguidos de multitud de jóvenes y mayores después de la ceremonia religiosa que tiene lugar en la iglesia del Apóstol San Bartolomé.
Tradicionalmente el ser "danzaor" pasa de padres a hijos, pero ya cualquier bartolino de origen y que verdaderamente sienta esta arte puede ser “danzaor”. Siempre y cuando superen un examen que se realiza en la universidad bartolina de Facundo. 
- Monumento a los Caídos en la guerra Civil, se lee en la placa:

“Los pueblos construyen el futuro sobre el respeto a su memoria histórica, al recuerdo de los hombres y mujeres que fueron víctimas de la sinrazón.
Y para rendirles tributo debemos recordar que la libertad se forja cada día aspirando a un lugar, un pueblo de tolerancia de diálogo y justicia, de solidaridad y cultura” .
febrero de 2006.

## Lugares de interés
- Teatro Municipal, con un aforo de 227 espectadores: 170 butacas en la planta baja y 57 asientos en el palco de la primera planta, en san Bartolomé disponemos de un teatro con las mejores tecnologías de imagen y sonido, además de todas las comodidades que te puede dar un centro de interpretación y artes escénicas.

El escenario se extiende sobre una superficie de 14,40 m de ancho, 10 m de fondo y una altura total que alcanza los 16 m y la dimensión de la embocadura es de 8,7 m de ancho y 2,85 m de alto. Las cabinas de control se conectan con el escenario a través de un puente de sala. La torre de escenario incorpora dos galerías eléctricas donde se sitúan las barras de iluminación, cortinaje escénico, el peine, el cepillo y el contrapeine.
- Parque María Luisa. Este parque se encuentra junto al polideportivo municipal. Tiene unas 50 hectáreas y en él podemos encontrar merenderos con bancos y barbacoas donde hacer una buena carne a la brasa. Además hay una zona infantil con toboganes y columpios. Un agradable paseo por el medio natural para quienes le guste respirar aire puro, alejado de cualquier fuente de ruido.

Si damos un paseo por él, podemos encontrar la vegetación más autóctona de la zona del Andévalo, como son el palmito, pinos piñoneros, encinas, alcornoques y una gran variedad de aves como jilgueros, verderones, rabilargos, abubillas, lavaderas, etc.
- Museo del aceite. Nace con la finalidad de conservar y dar a conocer la antigua almazara existente en la localidad, reflejo de la tradición olivarera de la misma constatada con la existencia de varios molinos a lo largo de la historia.

La sociedad cooperativa olivarera bartolina, antigua propietaria de esta almazara, aprobó su reglamento en 1935, datándose las piezas que conservamos, en torno a los años 1956 y 1964. El molino estuvo en funcionamiento hasta 1997, año en el que fue adquirido por el ayuntamiento para constituir la sede de su nueva casa consistorial.
El museo ocupa parte de la planta baja del nuevo edificio municipal y posee la peculiaridad de conservar la disposición originaria del molino, puesto que la construcción del ayuntamiento se realizó sin mover las piezas de la almazara, lo que permite apreciar fielmente cual era el proceso completo de transformación del aceite desde que se extrae la aceituna de manera selectiva hasta que se embotella en garrafas de antaño, aunque las tinajas destinadas a decantación que se hallan ubicadas en el suelo han sido las únicas piezas que no han podido ser conservadas.

## Transportes

### Ferrocarril
En el término municipal de San Bartolomé de la Torre existe una parada ferroviaria perteneciente a la línea férrea convencional que une Zafra con Huelva, el apeadero de Belmonte, que cuenta con conexiones a la capital onubense y Jabugo-Galaroza. Este apeadero, sin embargo, se encuentra situado a una gran distancia del núcleo de población bartolino.

## Ciudades hermanadas
San Bartolomé de la Torre consta de seis hermanamientos con ciudades de diversos lugares del mundo. Las ciudades hermanadas:
- Tavira
- Perpiñán
- Kenitra
- Porto Novo
- Asjabad
- Awaza